# 阿尔维德·安德松
阿尔维德·安德松（瑞典語：Arvid Andersson，1881年7月9日—1956年8月7日），瑞典男子拔河运动员。他曾代表瑞典参加1912年夏季奥林匹克运动会拔河比赛，获得一枚金牌。